# Brunnen im Leonhardspärkli (St. Gallen)
Die Brunnenplastik des St. Galler Bildhauers Wilhelm Meier steht im Mittelpunkt der Brunnenanlage des Leonhardspärklis in der Stadt St. Gallen in der Schweiz.

## Geschichte
Die Brunnenskulptur "Mädchen mit Krug" wurde von Wilhelm Meier erstmals 1927 an der "St. Gallischen Ausstellung für Landwirtschaft, Gartenbau, Gewerbe, Industrie und Kunst" auf der Kreuzbleiche präsentiert. Sie wurde von der Stadt St. Gallen erworben und im Oktober 1927 im Park beim St. Leonhard-Schulhaus mitten in die kreisrunde Brunnenanlage platziert.

## Figur
Die grazile, etwa lebensgrosse Mädchenfigur mit ihren eng am Körper liegenden Armen trägt rechts einen Wasserkrug. Mit der geschlossenen Umrisslinie wirkt sie "in sich ruhend und harmonisch". "Meier beschäftigte sich eingehend mit dem Thema Last und Kraft und gestaltete in zahlreichen Varianten Lasten tragende Mädchen- und Frauenfiguren".

## Weblinks

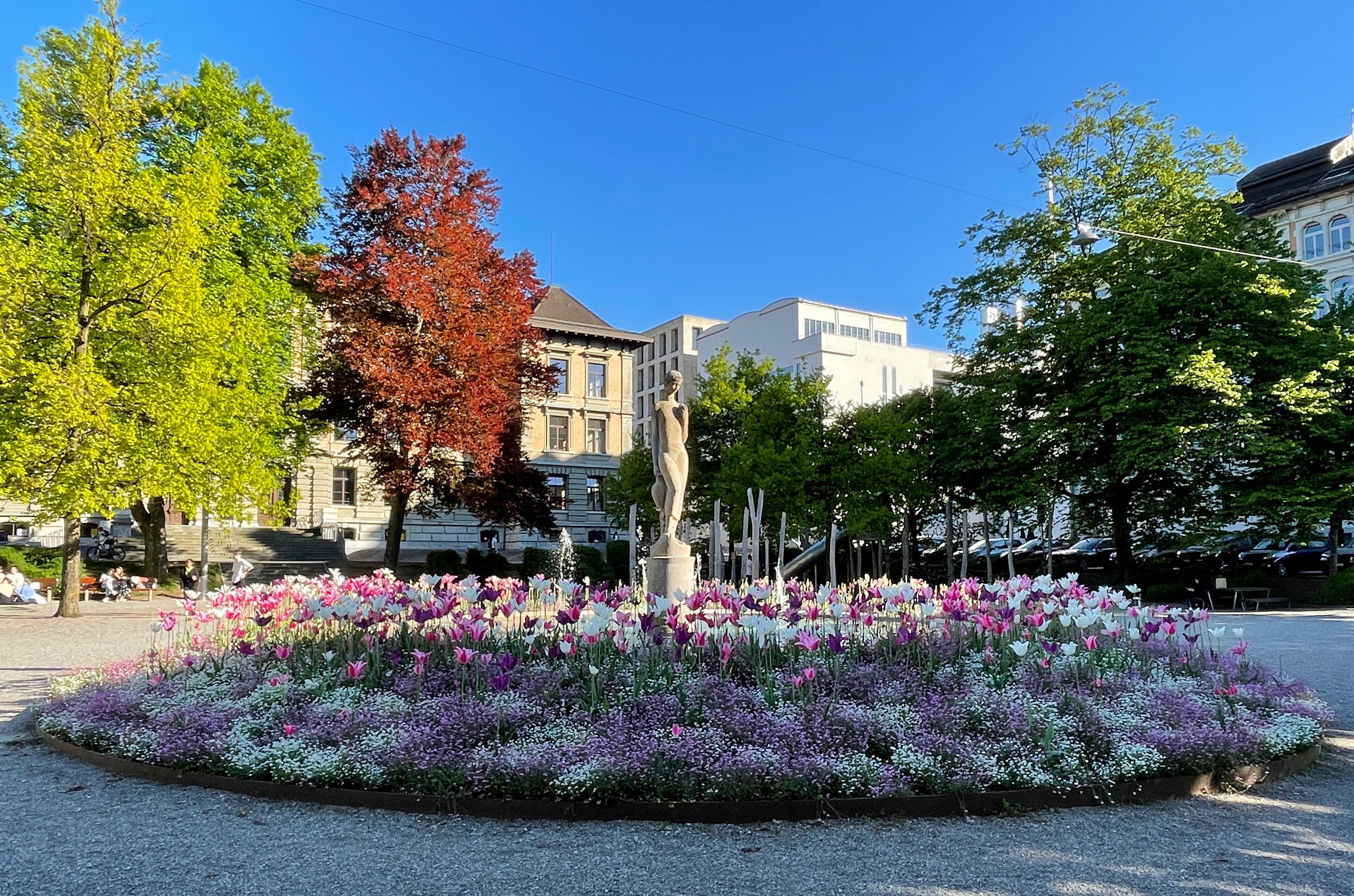
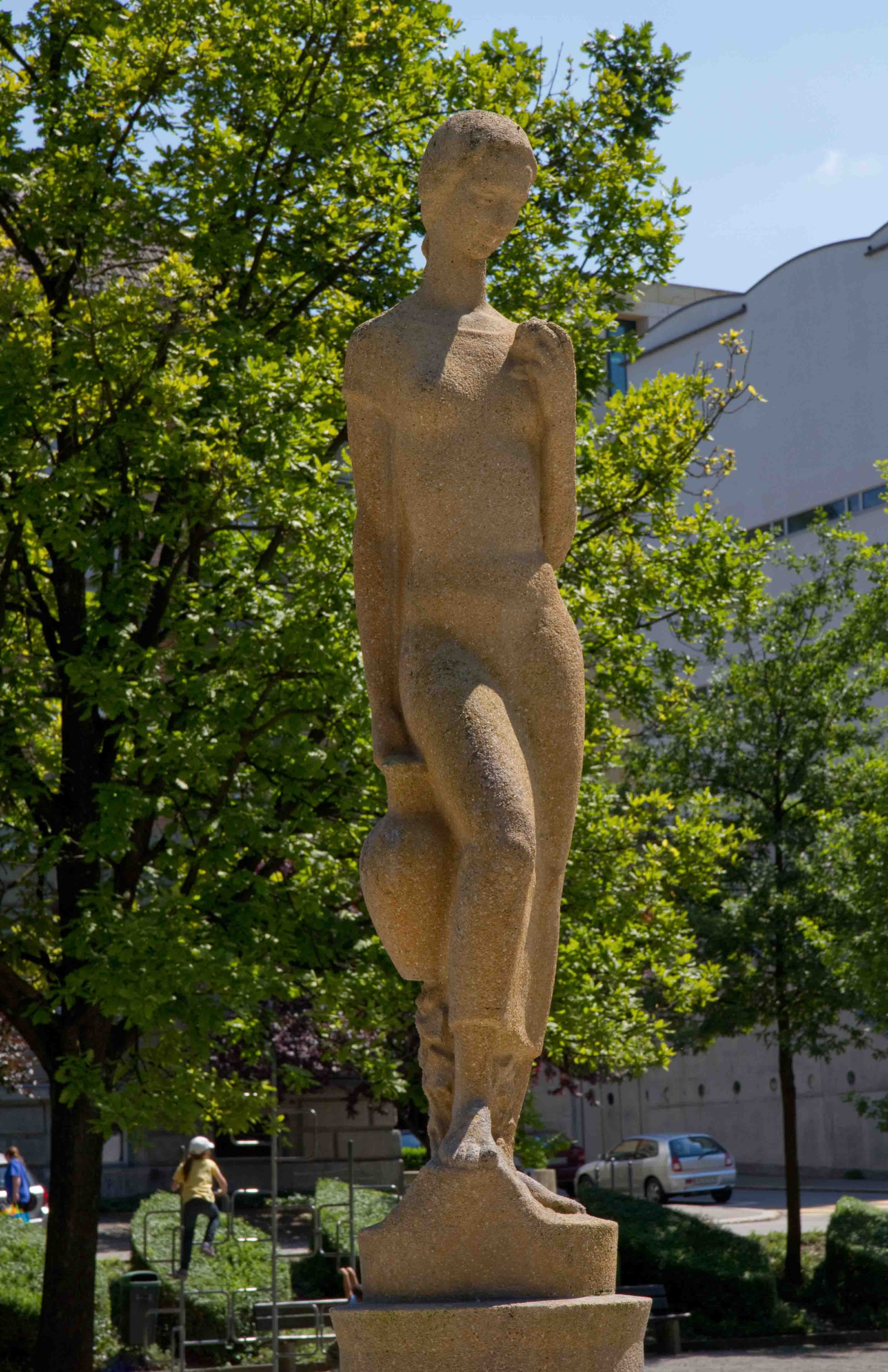